# Mołdawska Autonomiczna Socjalistyczna Republika Radziecka

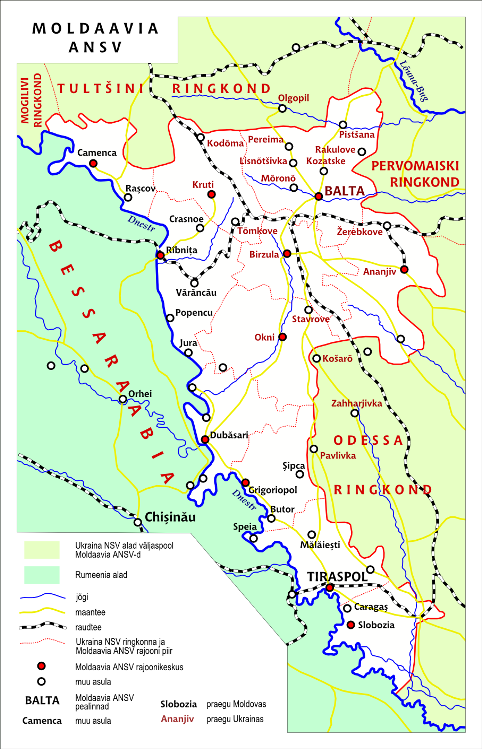
Mołdawska Autonomiczna Socjalistyczna Republika Radziecka

Mołdawska Autonomiczna Socjalistyczna Republika Radziecka (mołd. i rum.: Republica Autonomă Socialistă Sovietică Moldovenească, ros.: Молдавская Автономная Советская Социалистическая Республика) – republika autonomiczna w składzie Ukraińskiej SRR, należącej do Związku Socjalistycznych Republik Radzieckich. Istniała w latach 1924–1940.

## Powstanie Mołdawskiej ASRR
Mołdawską ASRR utworzono 12 października 1924 r. zgodnie z sugestią grupy działaczy komunistycznych z Besarabii na czele z Michaiłem Frunze i Grigorijem Kotowskim, którzy chcieli utworzenia w strukturze ZSRR zalążka socjalistycznego państwa rumuńskiego. Wyodrębnienie tej republiki miało być wstępem do przyłączenia w przyszłości Besarabii – części terytorium Rumunii, która należała do Cesarstwa Rosyjskiego od 1812 do 1918 r. Miało także ułatwiać kierowanie radzieckich agitatorów socjalistycznych, przygotowujących nową rewolucję, do Rumunii, a w dalszej perspektywie także na pozostały obszar Bałkanów. W radzieckiej propagandzie otwarcie nazywano MASRR zaczątkiem komunistycznej republiki mołdawskiej, która powstanie po przyłączeniu do ZSRR całej Besarabii. Przekonywano, że przyłączenie Besarabii do Rumunii zostało miejscowym robotnikom i chłopom narzucone siłą przez besarabski parlament, Radę Kraju, i przez rumuńską interwencję zbrojną, która odbyła się na jego wezwanie. W dalszej kolejności zaczęto posługiwać się argumentem narodowościowym, twierdząc, że Mołdawianie byli odrębną od Rumunów grupą narodową i dlatego zamieszkiwane przez nich terytorium nie powinno było wejść w skład państwa rumuńskiego.
Wstępem do utworzenia Mołdawskiej ASRR było wyodrębnienie z terytorium Ukraińskiej SRR Mołdawskiego Obwodu Autonomicznego, 6 marca 1924 roku. Utworzeniu republiki bezskutecznie sprzeciwiało się kierownictwo Ukraińskiej SRR, w ramach której miał funkcjonować nowy podmiot.
Pierwszym rządem republiki był komitet rewolucyjny kierowany przez Grigorija Starego (Borisowa), 23 kwietnia 1925 r. przemianowany na komitet wykonawczy MASRR. W grudniu 1924 r. na czele Komunistycznej Partii Mołdawii stanął natomiast Iosif Badiejew. Rada Komisarzy Ludowych MASRR została utworzona w 1925 r., a na jej pierwszego przewodniczącego wybrano Aleksieja Strojewa. W 1924 r. w republice utworzono struktury związków zawodowych i Komsomołu. Podobnie jak w całym ZSRR, wiodącą rolę w polityce MASRR sprawowały struktury Komunistycznej Partii Mołdawii.
Pierwszą siedzibą władz republiki była Bałta. Symbolicznie jednak stolicą republiki nazywano Kiszyniów, oficjalnie określając go jako miasto okupowane przez Rumunię. W 1929 r. siedzibę władz przeniesiono do położonego w bardziej „mołdawskiej” części kraju Tyraspola. Oficjalnymi językami MASRR były mołdawski, ukraiński i rosyjski jako najbardziej rozpowszechnione wśród populacji republiki.

## Terytorium i ludność
Terytorium MASRR liczyło początkowo 7516 km² i stanowiło mniej niż 2% ogólnej powierzchni Ukraińskiej SRR. Mołdawska ASRR rozciągała się pomiędzy rzeką Olszanką na północy a ujściem Dniestru do Morza Czarnego na południu, obejmując części ziemi odeskiej i Podola. Weszło do niej dziewięć całych rejonów dawnych guberni odeskiej i podolskiej oraz fragmenty pięciu kolejnych. MASRR podzielono na 12 rejonów, a w 1935 r. przeprowadzono reformę administracyjną, po której ich liczba wzrosła do czternastu.
W momencie utworzenia republiki zamieszkiwało ją 572 114 osób. Największą grupą narodową byli Ukraińcy - 48,5% całej populacji. Mołdawianie stanowili 30,1% mieszkańców MASRR, Rosjanie i Żydzi po 8,5%. W republice żyli ponadto Niemcy (1,9% ludności), Bułgarzy (1%), Polacy (0,8%), Romowie (0,2%) i inni (0,4%). Nadto 137 osób zadeklarowało w spisie powszechnym narodowość rumuńską. Gęstość zaludnienia wynosiła 69 os./km², a ludność miejska stanowiła 13% populacji.
Struktura narodowościowa MASRR ulegała na przestrzeni lat poważnym zmianom. Nigdy jednak Mołdawianie nie stali się w niej większością. Dominowali jedynie w rejonach słobodziejskim i dubosarskim. W największych miastach MASRR przewagę liczebną miały inne narodowości - Rosjanie (w Tyraspolu), Żydzi (w Bałcie i Rybnicy), Ukraińcy (w Kotowsku i Ananjewie).
W 1939 Ukraińcy stanowili 50,7%, Mołdawianie 28,5%, Rosjanie 10,2%, Żydzi 6,2%, Niemcy 2%, Bułgarzy 1,2%, Polacy 0,6% ludności. Polacy głównie zamieszkiwali rejony Rybnicy, Kamionki i Krutego (w 1926 53% Polaków całej republiki), które do II rozbioru Polski w 1793 roku leżały w granicach województwa bracławskiego Królestwa Polskiego.

### Miasta
Lista miast i osiedli typu miejskiego w 1939 roku:
|     | miasto      | populacja (1939) | rejon             | 2017    |
| --- | ----------- | ---------------- | ----------------- | ------- |
| 1.  | Tyraspol    | 43 676           | miasto wydzielone | /       |
| 2.  | Bałta       | 17 945           | bałcki            | Ukraina |
| 3.  | Kotowsk     | 16 795           | kotowski          | Ukraina |
| 4.  | Rybnica     | 11 453           | rybnicki          | /       |
| 5.  | Kamionka    | 7 371            | kamionecki        | /       |
| 6.  | Grigoriopol | 7 332            | grigoriopolski    | /       |
| 7.  | Kodyma      | 6 418            | kodymski          | Ukraina |
| 8.  | Ananiew     | 5 918            | ananiewski        | Ukraina |
| 9.  | Dubosary    | 4 520            | dubosarski        | /       |
| 10. | Słobódka    | 2 584            | kodymski          | Ukraina |

## Historia

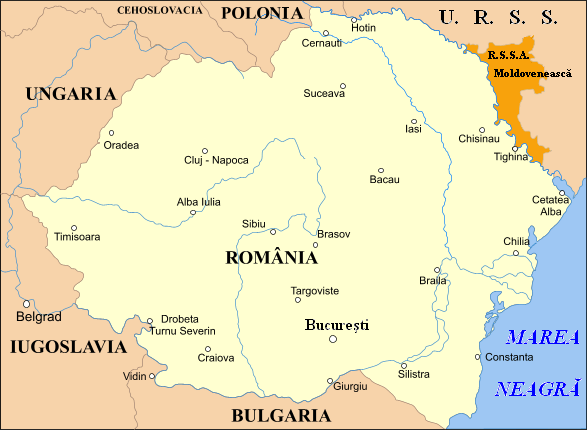
Położenie Mołdawskiej ASRR przy Królestwie Rumunii

### Walka z analfabetyzmem i polityka mołdawianizacji
W ramach prowadzonej w całym Związku Radzieckim od 1923 r. polityki korenizacji w MASRR realizowany był jej lokalny wariant - mołdawianizacja. Łączono ją z analogicznymi do podejmowanych w innych regionach ZSRR inicjatywami w zakresie walki z analfabetyzmem i rozwijania sieci szkół. Przed 1917 r. czytać i pisać nie potrafiło 80% mieszkańców powiatów, z których utworzono republikę, a wśród etnicznych Mołdawian procent ten był jeszcze wyższy.
W MASRR szczególny nacisk miał być kładziony na naukę czytania i pisania po mołdawsku, rozbudowę sieci szkół kształcących w tym języku i tworzenie wydawnictw publikujących w nim. W ramach kampanii alfabetyzacyjnych szczególnie działania adresowano do kobiet, gdyż przed rewolucją tylko jedna na dziesięć Mołdawianek umiała czytać i pisać, pozostawały natomiast pod silnym wpływem Cerkwi prawosławnej i ruchów mistycznych. Tylko w ciągu pierwszego roku istnienia MASRR odsetek ludności piśmiennej wzrósł do 36,9% (wśród etnicznych Mołdawian - 25,8%). W celu skuteczniejszej walki z analfabetyzmem w 1930 r. wprowadzono w MASRR obowiązek kształcenia na poziomie podstawowym, od połowy dekady - w siedmioletniej szkole podstawowej. Do lat 1938–1939 w MASRR działały szkoły z językami wykładowymi wszystkich żyjących w niej mniejszości, następnie szkoły niemołdawskie przekształcono w ukraińskie i rosyjskie. W r. 1931 różnymi formami kształcenia objęto blisko połowę (48,5%) populacji MASRR. Postępy walki z analfabetyzmem spowalniał fakt, że w latach 30. dwukrotnie zmieniano oficjalny alfabet używany do zapisu języka mołdawskiego, najpierw wprowadzając w miejsce cyrylicy łacinkę, a w 1938 r. ponownie cyrylicę. Mimo to do 1940 r. analfabetami pozostało zaledwie 7 tys. mieszkańców republiki. W 1930 r. w Tyraspolu otwarto Instytut Pedagogiczny, zaś w 1932 r. Wyższą Szkołę Gospodarstwa Wiejskiego. Były to pierwsze w historii uczelnie wyższe w regionie Naddniestrza, na których kształciła się mołdawska radziecka inteligencja. W 1939 r. instytut kształcenia nauczycieli otwarto również w Bałcie.

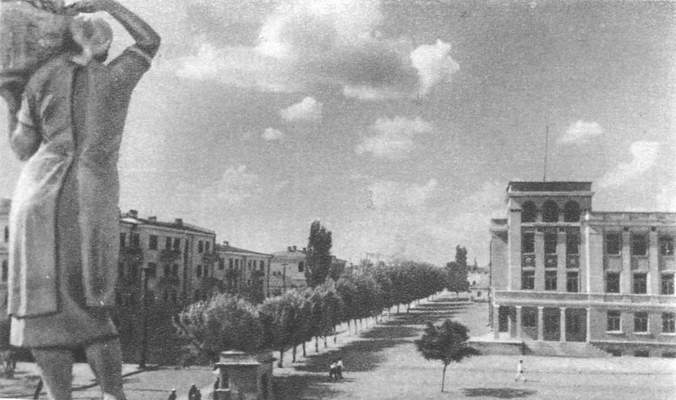
Widok centrum Tyraspola w 1941 r.

Podjęto także próbę wykreowania nowoczesnego narodu mołdawskiego, odrębnego od rumuńskiego, i jego języka. Działaniom tym przewodzili Pavel Chior, komisarz oświaty MASRR i językoznawca Leonid Madan. Kierunek polityki kulturalnej był przedmiotem dyskusji w kierownictwie politycznym MASRR między zwolennikami w pełni samodzielnego rozwoju Mołdawian jako narodu, zwolennikami skupienia się na eksporcie rewolucji w kierunku rumuńskim i reprezentantami stanowiska pośredniego.
W ramach polityki mołdawianistycznej zakładano zwiększenie liczby etnicznych Mołdawian w organach partyjnych i administracji państwowej. Pierwszego z zakładanych celów nigdy nie zrealizowano w pełni, znaczące stanowiska w aparacie partyjnym i państwowym zajmowali w MASRR działacze pochodzenia miejscowego, ale nie mołdawskiego. Pierwszym sekretarzem partii komunistycznej w republice przez niemal cały okres jej istnienia był działacz wywodzący się z innej grupy etnicznej. Jedynym wyjątkiem był Mołdawianin Ivan Placinda kierujący partią w latach 1931-1932. W 1925 r. narodowość mołdawską deklarowało jedynie nieco ponad 6% członków partii komunistycznej, pięć lat później stanowili oni jedną czwartą członków.
Polityka mołdawianizmu została zarzucona w 1931 r., podobnie jak analogiczne inicjatywy w innych republikach. W 1938 r., gdy polityka zagraniczna i językowa państwa zmieniła się ponownie, powrócono do mówienia o odrębnych narodach i językach rumuńskim i mołdawskim, a do zapisu tego drugiego zaczęto stosować cyrylicę. Nie podejmowano już jednak prób oddolnego budowania wysokiej kultury mołdawskiej na bazie kultury ludowej, oficjalnie odmienne języki w rzeczywistości niczym się nie różniły.

### Przemiany gospodarcze i społeczne. Represje
Pod rządami komunistów całkowicie rolniczy kraj (89,9% mieszkańców w 1926 r. utrzymywało się z pracy na roli, zaś robotników było zaledwie 0,4%) został częściowo uprzemysłowiony. Tyraspol jako stolica MASRR, stał się znaczącym ośrodkiem przemysłowym i kulturalnym. W związku z brakiem złóż surowcowych w republice rozwijano głównie przemysł lekki, drzewny i metalowy. Liczba robotników i urzędników wzrosła wskutek industrializacji z 16,9 tys. w 1926 do 61,8 tys. w 1939, liczba samych robotników - z 8,4 tys. do ok. 30 tys. Znacząco rozwinięto państwowy system opieki zdrowotnej.
Poziom życia w MASRR nigdy nie był wysoki, większość dochodów uzyskiwanych przez tworzone w toku industrializacji zakłady przemysłowe przeznaczano na ich dalszą rozbudowę i dopiero w dalszej kolejności na cele społeczne. Do początku lat 30. w miastach republiki panowało wysokie bezrobocie, toteż tylko w latach 1925-1927 ok. 18 tys. obywateli MASRR dobrowolnie emigrowało z niej do innych miast Ukraińskiej SRR lub na Krym.

#### Kolektywizacja
W latach 30., podobnie jak w całym ZSRR, w Mołdawskiej ASRR miała miejsce przymusowa kolektywizacja i związane z nią represje. W 1930 r. w kilku rejonach MASRR miały miejsce lokalne bunty przeciwko organizacji kołchozów, którym przewodziły kobiety. Jeden z największych, z udziałem 400 kobiet, miał miejsce w Niezawiertajłowce w rejonie słobodziejskim. W 1928 r. w MASRR funkcjonowało 118,1 tys. gospodarstw wiejskich. Latem roku następnego w republice działało 400 kołchozów, a do końca 1931 r. siłą skolektywizowano 70,2% gospodarstw tego obszaru. Do stycznia 1940 r. w MASRR poza kołchozami pozostało jedynie 2415 gospodarstw.
W 1931 roku w ramach walki z kułakami władze wysiedliły z terenów Mołdawskiej ASRR do Kazachstanu ok. 2000 rodzin. Tysiące ludzi przez graniczny Dniestr uciekły z kraju do sąsiedniej Rumunii, według prasy rumuńskiej było to nawet 20 tys. osób. Przynajmniej 20 tys. zmarło na terenie MASRR wskutek głodu, jaki wybuchł w związku z kampanią kolektywizacyjną. 23 lutego 1932 r. w wiosce Olănești funkcjonariusze radzieckiej straży granicznej zastrzelili ok. 40 osób, które usiłowały przekroczyć Dniestr i dostać się do Rumunii. Wydarzenie to odbiło się szerokim echem w prasie europejskiej.
W latach 1937–1938 na terenie MASRR, podobnie jak w całym kraju, prowadzone były masowe represje – wielki terror. Jego ofiarą padli niemal wszyscy czołowi działacze kierujący partią w pierwszej połowie 1937 r., prawie wszyscy lokalni (rejonowi) liderzy partyjni i wszyscy wcześniejsi pierwsi sekretarze komitetu centralnego. Aresztowano i stracono lub skazano na kary obozu także wszystkich czołowych organizatorów polityki mołdawianistycznej z lat 20. Represje dotknęły inteligencję, czołowych twórców kultury, dziennikarzy, nauczycieli, działaczy partyjnych, przodowników pracy. W okresie wielkiego terroru, do 1938 r. w MASRR stracono ok. 4900 osób, a po przyłączeniu Besarabii do ZSRR w 1940 r. jeszcze ok. 500. Po wkroczeniu Armii Czerwonej do Besarabii w 1940 r. dokonano m.in. aresztowań dawnych członków mołdawskiej Rady Kraju oraz deportacji, które objęły nawet 90 tys. osób.
W ocenie mołdawskiego historyka Olega Gałuszczenki większość pracującej ludności MASRR, dawni chłopi, popierała zachodzące w niej przemiany społeczne, widząc w nich szansę na awans społeczny i ogólną poprawę swojej sytuacji. Poparcie to nie spadało nawet w okresie najbardziej nasilonych represji.

## Likwidacja Mołdawskiej ASRR
W 1940 r., po przyłączeniu do ZSRR rumuńskiej Besarabii zlikwidowano Mołdawską ASRR i utworzono w jej miejsce Mołdawską Socjalistyczną Republikę Radziecką (2 sierpnia 1940 r.), w skład której weszło sześć rejonów przejętych od Rumunii oraz ok. połowy (4163 km² z 8100 km²) ziem dotychczas wchodzących w skład Mołdawskiej ASRR - sześć jej zachodnich rejonów. Pozostałe tereny (część Naddniestrza, północna Bukowina, części rejonów chocimskiego, izmailskiego i akermańskiego) zostały wcielone w skład Ukraińskiej SRR. Były to najbardziej zróżnicowane pod względem etnicznym obszary MASRR, z największym odsetkiem ludności słowiańskiej, zwłaszcza ukraińskiej. Dokonany podział miał jednak przede wszystkim uzasadnienie polityczne. Strategiczne obszary nad Morzem Czarnym zostały włączone do bardziej stabilnej, ściślej związanej z moskiewskim centrum Ukraińskiej SRR, nie zaś do nowej i stanowiącej potencjalny przedmiot sporów z Rumunią republiki mołdawskiej. Nowo powstała Mołdawska SRR składała się zatem z historycznej Besarabii oraz z pasu ziemi nad Dniestrem, gdzie Mołdawianie stanowili 49% mieszkańców, ale który historycznie nie był częścią regionu besarabskiego.
W latach 1941–1944 obszar znalazł się pod zarządem rumuńskim jako część Transnistrii. Po 1944 r. obszar ten ponownie znalazł się pod kontrolą ZSRR jako Mołdawska SRR.

## Kultura

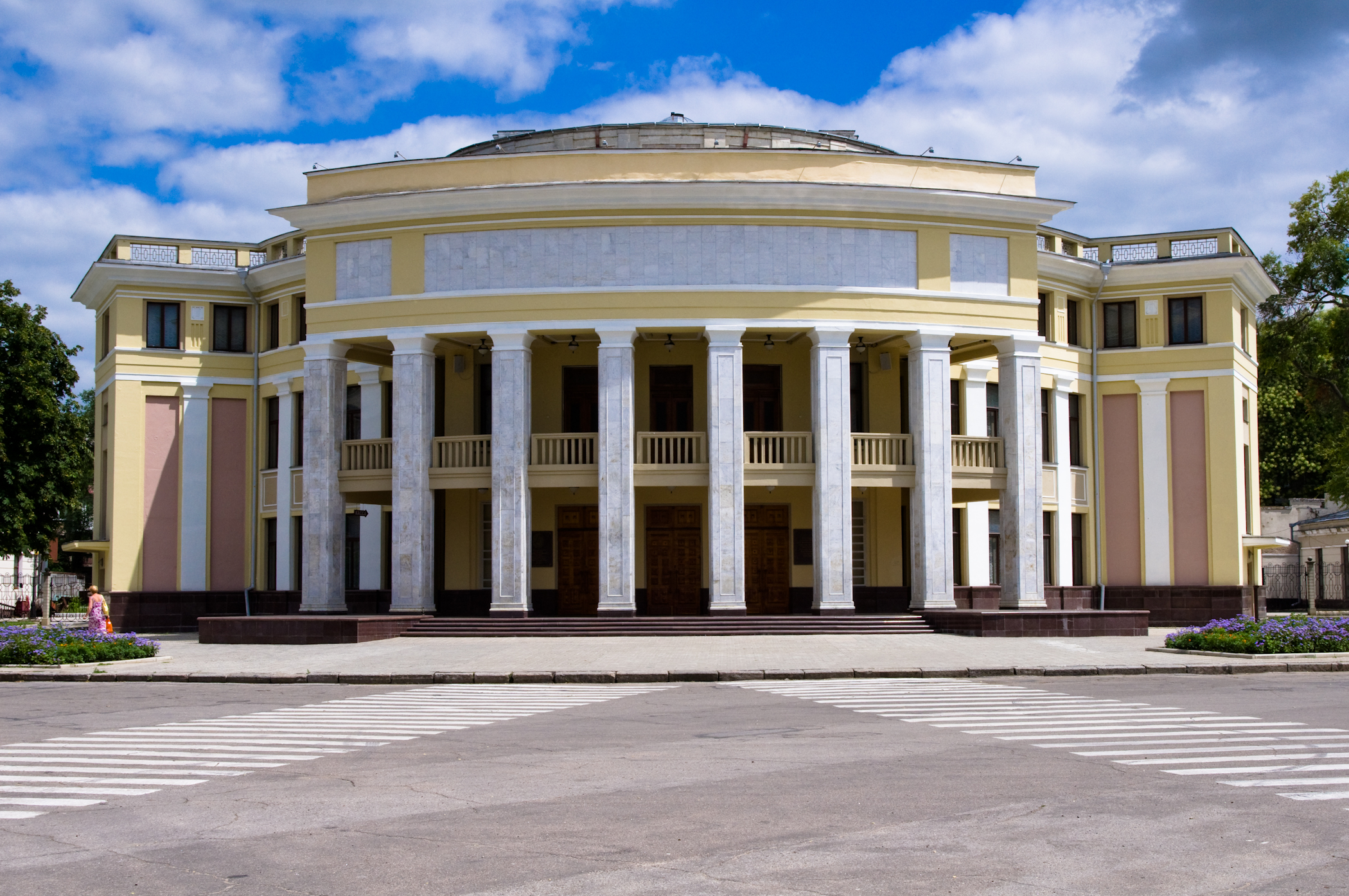
Teatr dramatyczny w Tyraspolu otwarty w 1936 r.

Kultura w republice, podobnie jak w całym kraju, była całkowicie podporządkowana względom politycznym i kontrolowana przez partię. Dążono do budowania nowej kultury socjalistycznej, odrzucając liczne osiągnięcia i prace mołdawskich czy rumuńskojęzycznych autorów jako „burżuazyjne”. W ramach polityki kulturalnej w MASRR w Tyraspolu otwarto teatr dramatyczny mołdawski oraz teatr ukraiński, rozpoczęły działalność mołdawska kapela chóralna Doina i orkiestra symfoniczna. W 1934 r. powstał związek radzieckich pisarzy Mołdawii. Szczególnie cenionymi twórcami byli M. Andriescu, T. Kabak, I. Canna oraz S. Milew (większość nie przeżyła wielkiego terroru). Rok później utworzony został związek kompozytorów. Działało 205 domów kultury i 243 biblioteki. Od 1924 r. powstawało pierwsze pismo w języku mołdawskim - „Czerwony Oracz” („Plugarul roș”), na łamach którego toczone były dyskusje o języku i kulturze mołdawskiej.
W 1926 r. przy ludowym komisariacie oświaty MASRR utworzony został Mołdawski Komitet Naukowy. W 1934 r. jego członkowie, którzy w poprzednich latach byli czołowymi kreatorami polityki mołdawianizmu, zostali jednak oskarżeni o nacjonalizm,  w następnych latach poddani represjom, a sam komitet zlikwidowano i odtworzono dopiero w 1939 r.

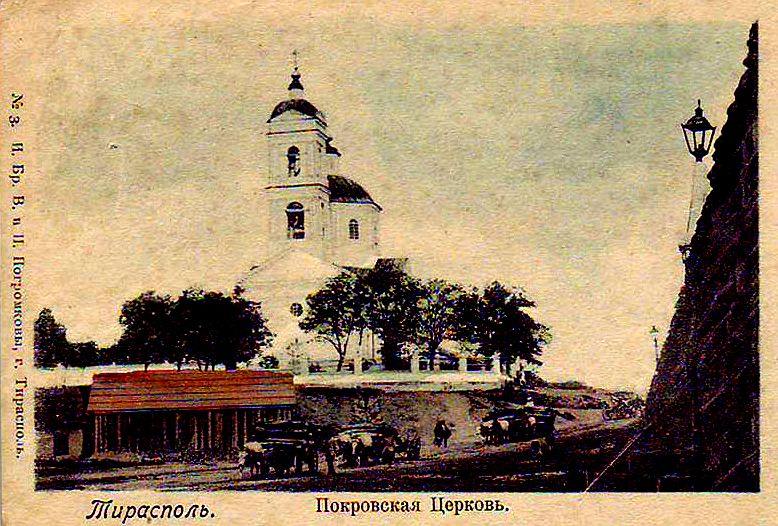
Cerkiew Opieki Matki Bożej w Tyraspolu została zniszczona w 1934 r. w ramach polityki antyreligijnej prowadzonej w całej republice

Podobnie jak w całym Związku Radzieckim, na terenie MASRR władze prowadziły walkę z religią, represjonowały duchowieństwo Rosyjskiego Kościoła Prawosławnego, zamykały i burzyły cerkwie. Dochodziło do niszczenia wyposażenia świątyń, prawosławnych bibliotek i archiwów. Wszystkie parafie prawosławne podlegały obowiązkowej rejestracji, której władze niejednokrotnie odmawiały, nałożono ograniczenia na sprawowanie nabożeństw i naukę religii. Była to kontynuacja polityki represji, która na lewym brzegu Dniestru trwała już od 1922 r. Mimo tych działań w 1925 r. władze partyjne zauważały, że religijność mieszkańców utrzymywała się na wysokim poziomie. W okresie wielkiego terroru represjom poddano niemal wszystkich pozostających jeszcze w MASRR duchownych.

## Przywódcy MASRR

### I sekretarze Komunistycznej Partii Mołdawii
- Iosif Badiejew (1924–1928)
- Chaim Bogopolski (1928–1930)
- Ilja Iljin (1930–1931)
- Ivan Placinda (1931–1932)
- Iwan Sirko (1932–1933)
- G. Bulat (1933–1935)
- Zinowij Siderski (1935–1937)
- Władimir Tordes (1937–1938)
- W. Borisow (1938–1939)
- A. Mielnikow (1939)
- Piotr Borodin (1939–1940)[32]

### Przewodniczący Rady Komisarzy Ludowych MASRR
- Aleksiej Strojew (1926)
- Grigorij Stary (1926–1928)

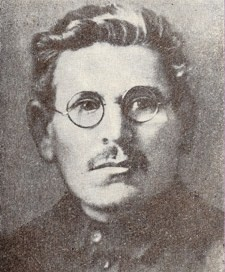
Grigorij Stary, mołdawski rewolucjonista i czołowy działacz partyjny MASRR, aresztowany i rozstrzelany w czasie wielkiej czystki w 1937

- Serghei Dimitru (Siergiej Dimitru) (1928–1932)
- Grigorij Stary (1932–1937)
- Fiodor Browko (1938–1940)[32]

## Lata 90. i secesja Naddniestrza
W 1991 r., po ogłoszeniu niepodległości przez Mołdawską Socjalistyczną Republikę Radziecką, która przyjęła nazwę Republiki Mołdawii, wschodnie tereny tego kraju, dawniej wchodzące w skład Mołdawskiej ASRR, ogłosiły niepodległość jako Mołdawska Republika Naddniestrza. Stolicą tego nieuznawanego na arenie międzynarodowej państwa została dawna stolica Mołdawskiej ASRR – Tyraspol. Wojna o Naddniestrze, w toku której Mołdawia starała się odzyskać kontrolę nad tą częścią terytorium, zakończyła się zwycięstwem separatystów, którzy uzyskali w jej końcowej fazie pomoc rosyjską. Fakt, iż w okresie międzywojennym obszar na lewym brzegu Dniestru i prawobrzeżna Besarabia rozwijały się w odmienny sposób, w ramach zupełnie innych państw i systemów, wskazuje się powszechnie jako przyczynę utrzymujących się różnic między regionami i ostatecznie oderwania się Naddniestrza.
Nieuznawane na arenie międzynarodowej państwo naddniestrzańskie uważa się za kontynuatora tradycji radzieckiej Mołdawii, w tym MASRR.